# QH-II-66
QH-II-66（QH-ii-066）は、ベンゾジアゼピン誘導体の鎮静薬である。他のベンゾジアゼピン系薬物と同様の作用を示すが、このクラスの他のほとんどの薬物よりも選択性が高いため、ジアゼパムやトリアゾラムなどの他の関連薬物よりも鎮静や失調がやや少なく、抗てんかん薬作用は残っている。
QH-II-66は、GABAA受容体のα5サブタイプに選択的に結合するように設計された、高いサブタイプ選択性GABAAアゴニストである。
GABAAのα5サブタイプ（とα1サブタイプ）は、アルコールの作用をもたらす脳内の最も重要な標的の2つであり、QH-II-66が開発された目的の1つは、アルコールのGABA作動性作用を他の作用とは区別して再現することであった。
QH-II-66は鎮静や失調といったアルコールの作用の一部を再現するが、食欲は増進しない。この作用はGABAAのα5サブタイプではなくα1サブタイプによってもたらされるようである。GABAAのα5サブタイプを遮断する受容体逆作動薬のRo15-4513は、アルコールの作用を逆転させることから、このサブタイプもアルコール中毒の主観的な作用をもたらすのに重要であることが示唆される。